# المسلخ الخامس (رواية)
المسلخ رقم خمسة (بالإنجليزية: Slaughterhouse-Five) وتعرف أيضاً باسم حروب الأطفال الصليبية: مهمة الرقص مع الموت هي رواية مناهضة للحرب مغروسة بالخيال العلمي من تأليف كورت فونيجت والتي تم نشرها لأول مرة في عام 1969 وهي واحدة من أوسع الروايات رواجًا وشعبية في فترة ما بعد الحرب العالمية الثانية. وتُعزى شعبيتها إلى حقيقة كونها تعتمد بقوة على رصيد رواية الخيال العلمي. تدور أحداث الرواية حول حياة وتجاربة البطل بيلي بيلجريم في سنواته المبكرة إلى مرحلته كجندي أمريكي ومساعد قسيس خلال الحرب العالمية الثانية وإلى سنوات ما بعد الحرب.
يركز النص على أسر بيلي بواسطة الجيش الألماني وبقائه على قيد الحياة خلال قصف درسدن كسجين للحرب، وهي التجربة التي خاضها فونيجت بنفسه بصفته جنديًا أمريكيًا. اعتُبر العمل مثالًا على «الوضوح الأخلاقي منقطع النظير» وكانت الرواية «واحدة من أكثر الروايات المناهضة للحرب استمرارية على مر الزمان».

## حبكة الرواية
تُروى القصة في ترتيب غير خطي، وتصبح الأحداث واضحة عبر تجارب الاسترجاع والسفر عبر الزمن من الراوي غير الموثوق. يصف الراوي قصص بيلي بيلجريم، وهو رجل أمريكي من بلدة إليوم الخيالية التي تقع في نيويورك، والذي يعتقد أنه وُضع في حديقة للكائنات الفضائية على الكوكب الوهمي ترالفامادور وأنه تعرض للسفر عبر الزمن.
بصفته مساعدًا للقساوسة في جيش الولايات المتحدة في أثناء الحرب العالمية الثانية، كان بيلي جنديًا أمريكيًا غير متدرب على نحو جيد ومرتبك بالإضافة إلى إيمانه بالقضاء والقدر، واكتشف كرهه للحرب ورفض القتال («لم يقم بيلي بأي شيء لإنقاذ نفسه»). أُسر في 1944 من الألمان في أثناء معركة الثغرة. أوشك بيلي على الموت في العديد من الأحداث. قبل أسره من قِبل الألمان، قابل رونالد ويري، وهو وطني وداعٍ إلى الحرب، ومتنمر سادي تهكمَ على جبن بيلي. عندما أُسر الاثنان، صادر الألمان كل ما يمتلكه ويري وأجبروه على ارتداء قباقيب خشبية مؤلمة. استسلم ويري في النهاية إلى الغرغرينة التي تسببت فيها الجروح الناتجة عن القباقيب الصلبة. أثناء احتضاره في عربة سكك حديدية مليئة بالمساجين، أقنع ويري زميله الجندي باول لازارو أن بيلي هو من يتحمل مسؤولية وفاته. تعهد لازارو بقتل بيلي انتقامًا لوفاة ويري؛ لأن الثأر هو «أحلى شيء في الحياة».
في تلك اللحظة، أصبح بيلي «غير عالق في الزمن» واستحضر بعض اللحظات من حياته السابقة. نقل الألمان بيلي والمسجونين الآخرين إلى لوكسمبرغ. بحلول عام 1945، وصل المسجونون إلى مدينة درسدن الألمانية للعمل في «العمالة المتعاقدة» (عمالة قصرية). أبقى الألمان على بيلي وزملائه من المساجين في مذبح خالٍ أُطلق عليه شلاشتهوف فينف («المذبح الخامس»). في خلال قصف الحلفاء الممتد لمدينة درسدن، اختبأ الحراس الألمان مع المساجين في المذبح، الذي كان تحت الأرض جزئيًا وكان محميًا جيدًا من الإصابات على السطح. ونتيجة لذلك، كانوا من بين الناجين القلائل من العاصفة النارية التي اشتعلت في المدينة بين 13 و 15 فبراير 1945. بعد يوم النصر في أوروبا في مايو 1945، أُرسل بيلي إلى الولايات المتحدة ونال الإعفاء العسكري المشرف في يوليو 1945.
بعد فترة قليلة، دخل بيلي إلى المستشفى مع أعراض شبيهة باضطراب ما بعد الصدمة ووُضع تحت العناية النفسية. هناك، شارك بيلي الغرفة مع إيليوت روسواتر، الذي قدم بيلي إلى روايات مؤلف الخيال العلمي الغامض كيلجور تروت. بعد خروجه، تزوج بيلي من فالنسيا ميرابيل، التي امتلك والدها مدرسة إيليوم للتصحيح البصري التي التحق بها بيلي لاحقًا. أصبح بيلي مصححًا بصريًا غنيًا وناجحًا. في 1947، استقبل بيلي وفالنسيا طفلهم الأول، وُلد روبيرت، وبعد عامين وُلدت باربرا. في ليلة زواج باربرا، أُسر بيلي بواسطة سفينة فضاء خارجية وأُخذ إلى كوكب يبعد عن الأرض بمسافة العديد من السنوات الضوئية يُدعى ترالفامادور.

## الشخصيات
بيلي بيلجريم
خلال الحرب العالمية الثانية احتُجز كسجين حرب في دريسدن ونجا من القنبلة النارية وكان تجارب لها أثر دائم على حياته بعد الحرب. تحدث حالت سفره عبر الازمنة في أوقات يائسه من حياته حيث إنه يسترجع الأحداث الماضي والمستقبل وهو يدعي أنه قد رأى وكيفت وموعود موته والسبب الذي ادى لذاك.
برنارد ف. أوهير
صديق القديم للراوي وهو أيضاً زوج لماري أوهير واثناء الحرب تم احتجزه هو ورافقه في دريسدن .

## وصلات خارجية
- المسلخ رقم خمسة على موقع الموسوعة البريطانية (الإنجليزية)

- «المسلخ 5» العنف في روايات الحرب موقع البيان